# Happy Nation
Happy Nation ist das Debütalbum der schwedischen Reggae-Pop-Band Ace of Base aus dem Jahr 1992. In manchen Ländern ist das Album auch als The Sign bekannt. Es avancierte zum weltweiten Nummer-eins-Album und zählt mit 25 Millionen verkauften Einheiten zu den meistverkauften Musikalben der Geschichte.

## Hintergrund
Nachdem die Gruppe das Stück Another Mother des schwedischen Künstlers Kayo gehört hatte, beschloss sie, ähnliche Musik zu machen. Sie nahm einen Song namens The Ace auf und schickte ihn dem Produzenten Denniz PoP. Dieser nahm die Gruppe unter Vertrag. Aus dem Stück, das er als Demo bekommen hatte, wurde der internationale Hit All That She Wants.
Der Erfolg des Albums begann zunächst Ende 1992 in den skandinavischen Ländern, unter anderem in Dänemark. Im Frühjahr 1993 erschien das Album in weiteren Ländern. Für die US-Veröffentlichung wurden neue Stücke aufgenommen, darunter The Sign. Unter diesem Titel erschien in den USA auch das Album.

## Titelliste

### Original
1. Voulez-Vous Danser
2. All That She Wants
3. Münchhausen (Just Chaos)
4. Happy Nation (Faded Edit)
5. Waiting for Magic
6. Fashion Party
7. Wheel of Fortune
8. Dancer in a Daydream
9. My Mind (Mindless Mix)
10. Wheel of Fortune (Original Club Mix)
11. Dimension of Depth (Instrumental)
12. Young and Proud
13. All That She Wants (Banghra Version)

### Happy Nation (US-Version)/The Sign
In den USA, Kanada, Japan und Mexiko erschien das Album am 23. November 1993 unter dem Titel The Sign. In Europa wurde das Album am selben Tag, allerdings als Happy Nation (US-Version), wiederveröffentlicht. Es enthielt neue Stücke sowie eine Remix-Version. In Großbritannien erreichte die US-Version mit Platz eins einen größeren Erfolg als die ursprüngliche Fassung mit Platz 21.
| 1. All That She Wants 2. Don’t Turn Around 3. Young and Proud 4. The Sign 5. Living in Danger 6. Voulez-Vous Danser (New Version) 7. Happy Nation (Faded Edit) 8. Hear Me Calling 9. Waiting for Magic (Total Remix 7") 10. Fashion Party 11. Wheel of Fortune 12. Dancer in a Daydream 13. My Mind (Mindless Mix) 14. All That She Wants (Banghra Version) 15. Happy Nation (Remix) | 1. All That She Wants 2. Don’t Turn Around 3. Young and Proud 4. The Sign 5. Living in Danger 6. Dancer in a Daydream 7. Wheel of Fortune 8. Waiting for Magic (Total Remix 7") 9. Happy Nation 10. Voulez-Vous Danser 11. My Mind (Mindless Mix) 12. All That She Wants (Banghra Version) |

## Rezensionen
Allmusic nannte die Hooklines der drei Singles „catchy“ (zu deutsch „eingängig“). Ace of Base hätten ein Album mit melodischem Euro Disco erschaffen, das ein Welterfolg wurde.

## Kommerzieller Erfolg

### Chartplatzierungen
Happy Nation avancierte zum Nummer-eins-Album in 13 Ländern, darunter Deutschland, den Vereinigten Staaten oder auch dem Vereinigten Königreich.
| ChartsChartplatzierungen       | Höchstplatzierung | Wochen |
| ------------------------------ | ----------------- | ------ |
| Deutschland (GfK)              | 1 (82 Wo.)        | 82     |
| Österreich (Ö3)                | 3 (54 Wo.)        | 54     |
| Schweden (GLF)                 | 3 (54 Wo.)        | 54     |
| Schweiz (IFPI)                 | 2 (68 Wo.)        | 68     |
| Vereinigte Staaten (Billboard) | 1 (102 Wo.)       | 102    |
| Vereinigtes Königreich (OCC)   | 1 (44 Wo.)        | 44     |

| ChartsJahrescharts (1993) | Platzierung |
| ------------------------- | ----------- |
| Deutschland (GfK)         | 3           |
| Österreich (Ö3)           | 8           |
| Schweiz (IFPI)            | 3           |

| ChartsJahrescharts (1994) | Platzierung |
| ------------------------- | ----------- |
| Deutschland (GfK)         | 7           |
| Österreich (Ö3)           | 19          |
| Schweiz (IFPI)            | 9           |

### Auszeichnungen für Musikverkäufe
Happy Nation bekam weltweit vier Mal Gold, 31 Mal Platin sowie zwei Diamantene Schallplatten für über 16 Millionen verkaufte Einheiten. Quellen zufolge soll es sich über 25 Millionen Mal verkauft haben, womit es nicht nur die meistverkaufte Veröffentlichung der Band ist, sondern auch zu den weltweit meistverkauften Musikalben zählt. Es gilt zudem als eines der meistverkauften Debütalben. Das Album verkaufte laut Schallplattenauszeichnungen alleine in den Vereinigten Staaten über neun Millionen Exemplare. In Deutschland verkaufte sich das Album laut Schallplattenauszeichnungen über 1,5 Millionen Mal, womit es zu den meistverkauften Alben des Landes zählt.
| Land/Region                  | Auszeichnungen für Musikverkäufe (Land/Region, Auszeichnung, Verkäufe) | Verkäufe    |
| ---------------------------- | ---------------------------------------------------------------------- | ----------- |
| Argentinien (CAPIF)          | 5× Platin                                                              | 350.000     |
| Australien (ARIA)            | Platin                                                                 | 70.000      |
| Brasilien (PMB)              | Gold                                                                   | 100.000     |
| Chile (IFPI)                 | —                                                                      | 60.000      |
| Dänemark (IFPI)              | 2× Platin (Physisch) · + 2× Platin (Digital)                           | 200.000     |
| Deutschland (BVMI)           | 3× Platin                                                              | 1.500.000   |
| Europa (IFPI)                | 2× Platin                                                              | (2.000.000) |
| Finnland (IFPI)              | Gold                                                                   | 82.715      |
| Frankreich (SNEP)            | Diamant                                                                | 1.000.000   |
| Kanada (MC)                  | Diamant                                                                | 1.750.000   |
| Mexiko (AMPROFON)            | —                                                                      | 300.000     |
| Neuseeland (RMNZ)            | Platin                                                                 | 15.000      |
| Niederlande (NVPI)           | 2× Platin                                                              | 200.000     |
| Österreich (IFPI)            | Platin (Original) · + Gold (US-Version)                                | 75.000      |
| Schweden (IFPI)              | —                                                                      | 50.000      |
| Schweiz (IFPI)               | Platin (Original) · + Platin (US-Version)                              | 100.000     |
| Spanien (Promusicae)         | Platin                                                                 | 100.000     |
| Südkorea (KMCA)              | —                                                                      | 500.000     |
| Vereinigte Staaten (RIAA)    | 9× Platin                                                              | 9.000.000   |
| Vereinigtes Königreich (BPI) | 2× Platin                                                              | 600.000     |
| Insgesamt                    | 4× Gold · 33× Platin · 2× Diamant ·                                    | 16.052.715  |

Hauptartikel: Ace of Base/Auszeichnungen für Musikverkäufe